# Document numérique

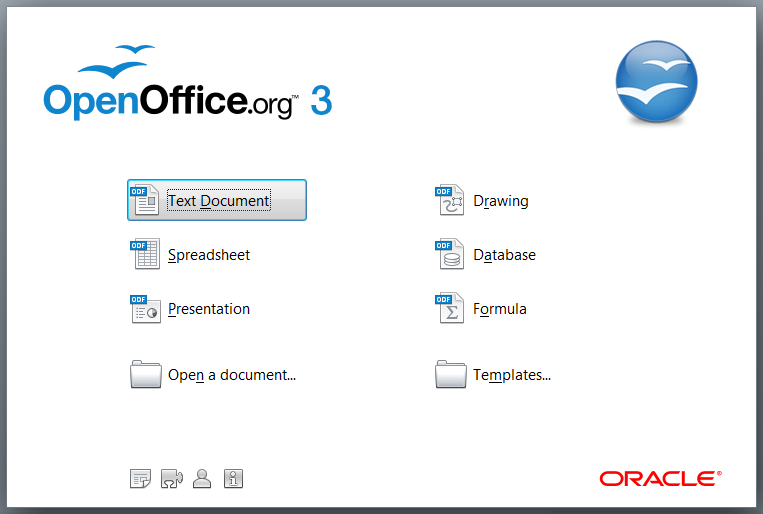
Choix des documents numériques à créer proposés par OpenOffice.org.

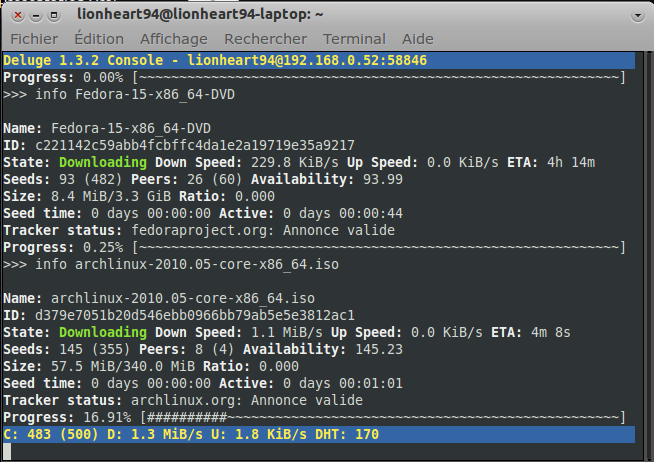
Interface ligne de commande (Deluge).

Un document numérique est une forme de représentation de l'information consultable à l'écran d'un appareil électronique. L’affichage de ce type de document peut être apparenté au « document » même, ou à l’interface logicielle. Suivant l'intervention d'applications informatiques dans une partie de son contenu (bases de données, POO), les changements dans l'organisation logique de ses données peuvent être apportés. À l'inverse du document sur papier, qu'il soit manuscrit ou imprimé, le document numérique permet de séparer la présentation (les techniques de mise en page) de l'information (composition de texte, données). Des contenus multimédias (images fixes ou animées, vidéos, sons) peuvent être insérés à l’intérieur du document numérique. Sa technique de production et de communication se résume en quatre grandes familles de logiciels : les outils de traitement de texte, les  tableurs, les logiciels de courriel, les logiciels de gestion documentaire.

## Historique

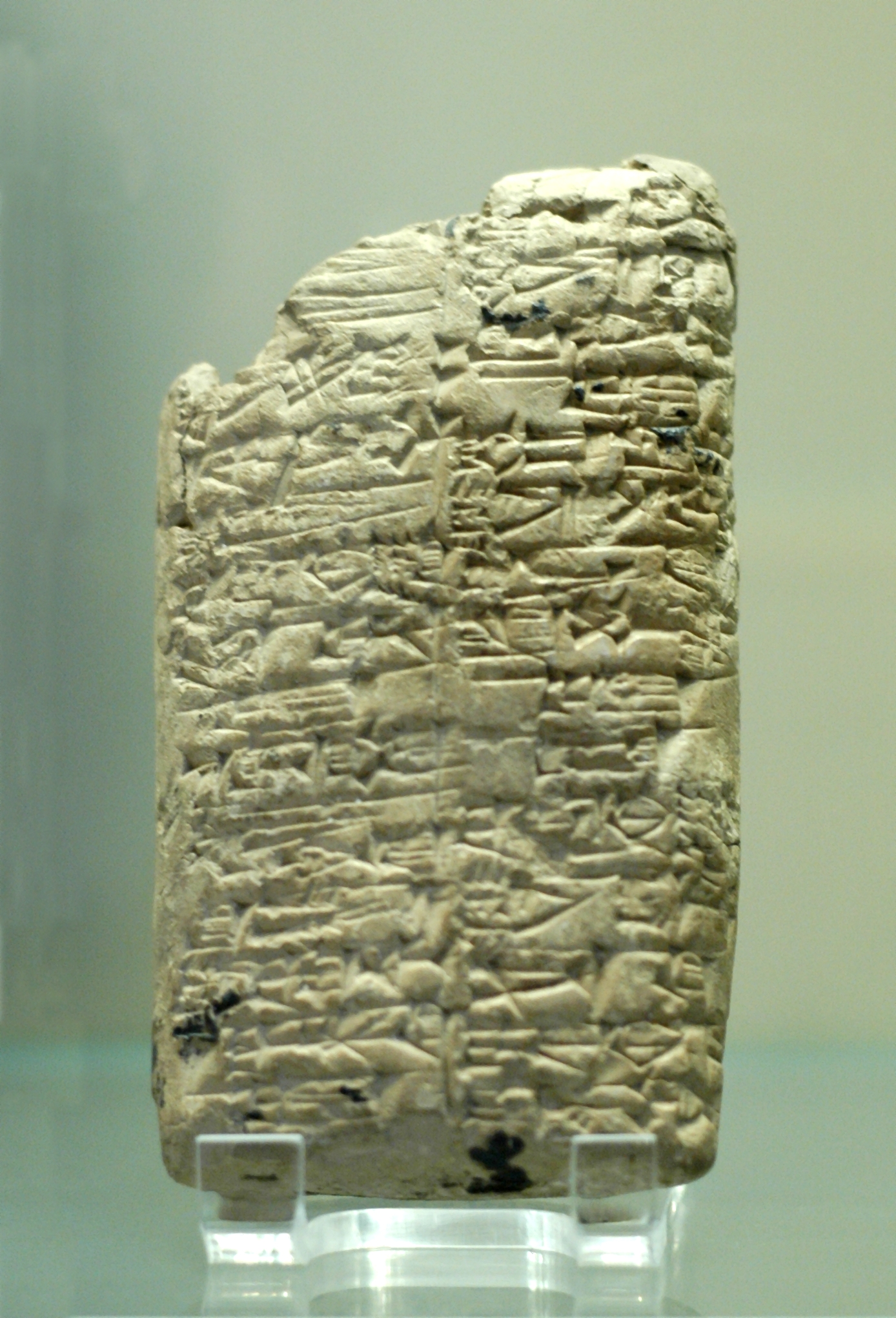
Tablet Rimush Louvre AO5476.

Deux sources au document numérique peuvent être trouvées dans l'histoire. D'une part, la présentation du document numérique à l’écran évoque souvent chez certains chercheurs une association aux tablettes sumériennes en argile (3400-3200 av. J.-C.)[réf. nécessaire]. La manière de faire défiler le texte est semblable à la lecture d’un manuscrit enroulé. Naturellement, comme tout dispositif sociotechnique, le document numérique s’inscrit dans la perspective d'un mode de communication rattaché à son support. D'autre part, la partie invisible du document, c’est-à-dire le codage de l'information, renvoie à l’étymologie du mot « numérique ». Apparu en 1616, il provient du latin numerus « qui a rapport aux nombres, qui appartient aux nombres » . À cette époque, le codage de l'information n'était pas encore envisagé et les langages de description et d'encodage n'étaient pas non plus inventés.
Le document numérique commence à émerger avec le traitement de texte et, plus précisément, dans le domaine de la bureautique. Avant qu’il ne soit purement informatique, il a été mécanographique ou microphotographique. Bien des projets consistaient d’abord à automatiser le processus d’enregistrement de l’information visuelle ou sonore de façon analogue. Plus tard, les chercheurs voudront établir des relations entre cette automatisation et les idées produites par la matière grise[réf. nécessaire].

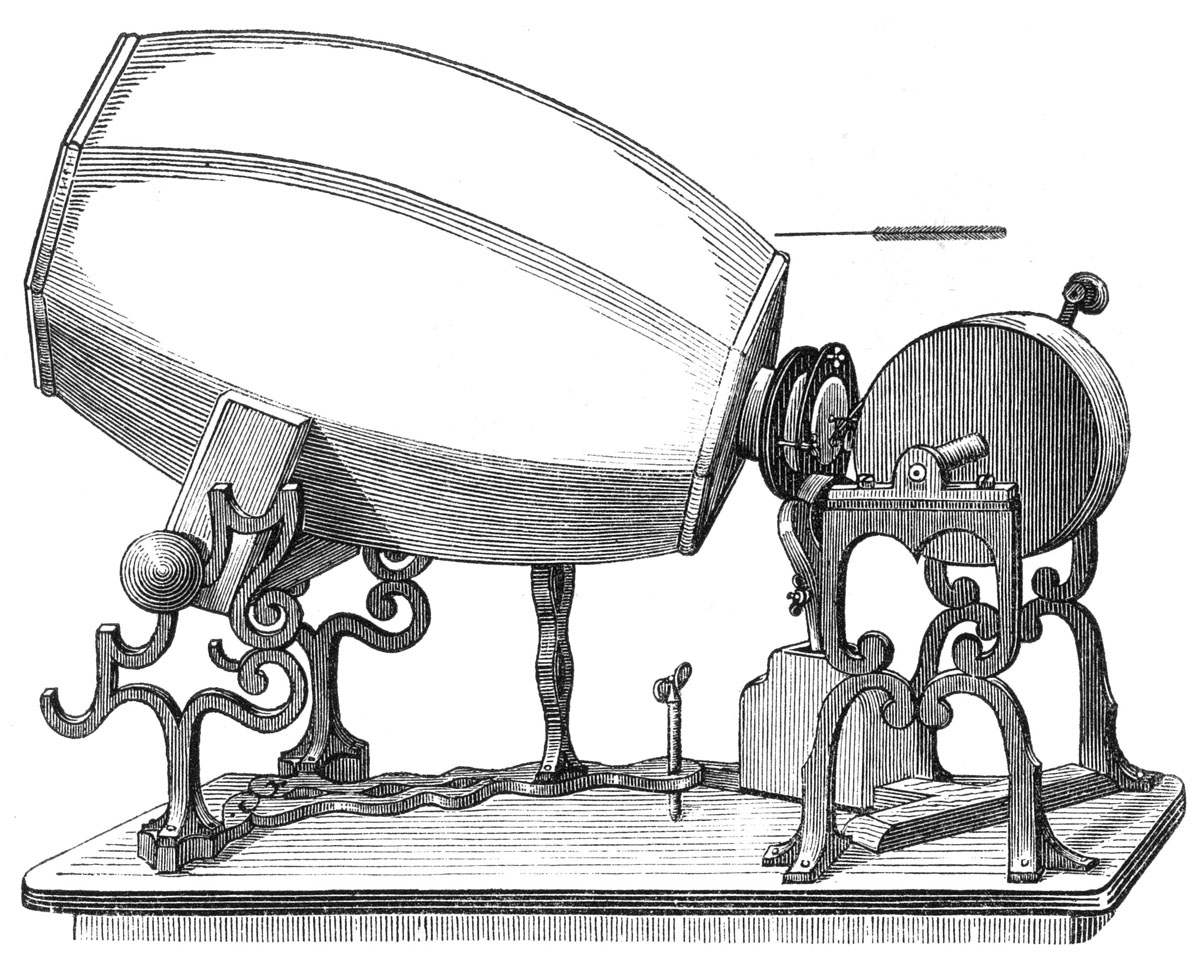
Phonautograph 1859.

C’est le 9 avril 1860, soit 17 ans avant le phonographe d'Edison et 28 ans avant le premier enregistrement connu (un oratorio de Haendel sur un rouleau de cire), qu’un Français, Édouard-Léon Scott de Martinville, décide de mettre en œuvre l'ambitieux projet de transcrire visuellement le son de la chanson Au clair de la Lune. Cette transcription est effectuée à l’aide d’un appareil appelé phonautographe, qui utilise une bande de papier recouverte de noir de fumée, fixée sur un cylindre en rotation lente. Au XXe siècle, d’autres projets d’automatisation de l’information ont été entrepris par Paul Otlet (1934) et Vannevar Bush (1945), mais n’ont jamais vu le jour.
En 1963, Theodor Nelson invente le terme Hypertext, synonyme d’hypermédia. Grâce au réseau électronique, le contenu du document numérique, qu'il soit textuel ou non, peut désormais être affiché à l’écran. Les travaux de Douglas Engelbart sur l’interactivité et les interfaces au SRI (Stanford Research Institute) contribuent au développement des systèmes hypertextuels. 
Dans les années 1970-1980, l’arrivée de la microinformatique  facilite le traitement de texte dans les bureaux. Le principe d’afficher le document à l’écran tel qu'il apparaitra lors de l’impression est nommé wysiwyg (What You See Is What You Get). 
Dès les années 1980, le document structuré voit le jour. Il se dote de nouvelles caractéristiques : l’interactivité, l’insertion de nouveaux modes de communication dans les documents (images, sons, etc.) ainsi que l’utilisation de balises. En 1984, le logiciel Hypercard conçu pour Macintosh démocratise le concept d’hypertexte. L’arrivée du Web (en 1989, grâce à Tim Berners-Lee à Genève) marquera une nouvelle ère pour le document numérique, le rendant de plus en plus interactif et hybride, capable de décrire son contenu (titres, paragraphes, disposition des images) et d'y inclure des hyperliens grâce aux langages HTML et XHTML. 
De nos jours, les documents en réseau se produisent avec un langage dynamique et sont reliés à une base de données dont le contenu peut varier.

## Concept
Le document numérique incite à réfléchir sur le concept du document à proprement parler. C’est un objet, du point de vue rhétorique, aux caractéristiques mouvantes. En quelque sorte, les dispositifs techniques ont effacé le côté rhétorique en insistant davantage sur le côté technique de l’usage. Les outils d’interaction permettent alors de consulter les documents numériques (les premiers sites d’Internet, notamment) sur tout type de plate-forme avec n’importe quel navigateur. Jean-Michel Salaün insiste sur la triple dimension de la structure de ce type de document « à partir des caractéristiques matérielles, intellectuelles et mémorielles négociées ».
En effet, si le document sur support papier est en quelque sorte, la gravure de notre pensée, elle est par conséquent, celle de notre passé. Il va de soi, que le document numérique que l'on peut modifier à n'importe quel moment serait plutôt le reflet d'une constante évolution de la réflexion. Les traces ou les données qui s'enregistrent derrière une information d'un dispositif technique créent des liens entre la rédaction dans le passé et la rédaction dans le présent en nous orientant vers le futur.
Au passage, notons les différentes versions du terme document numérique et des métaphores qui l'entourent. Par exemple, Jean-Michel Salaün, professeur à l’École Normale Supérieure de Lyon, dans son ouvrage Vu Lu Su. Les architectes de l'information face à l'oligopole du Web définit ce type de document comme un « néodocument ». Dans le même temps, remarquons que Dominique Cotte, dans son article Le concept de "document numérique", considère qu'un « objet numérique est un objet qui ne dit pas son nom ». Il poursuit en disant qu' « il serait plus juste de parler d'objet informatique ou plus exactement d'électronique, car il relève d'une technologie qui repose sur une organisation binaire : le passage ou non du courant électrique ».
Selon le contexte, il existe également plusieurs adjectifs antonymes de numérique : document imprimé, document manuscrit, document matériel ou matérialisé. L'emploi du substantif papier comme adjectif est réprouvé par les autorités linguistiques francophones (Académie française, Office québécois de la langue française, notamment). « Dire ou écrire "un document papier", "un dossier papier" relève d'une connaissance défaillante de la langue française et d'une façon de s'exprimer tout à fait infantile ». En cas de doute sur l'antonyme précis de l'adjectif numérique, il convient de former correctement le complément de nom : un document numérique s'oppose à un document sur papier. On peut aussi se souvenir de l'existence des mots manuscrit et imprimé, et les employer aussi bien comme adjectifs (« le document imprimé et le document numérique ») que comme substantifs (« remettez-moi l'imprimé et le manuscrit »). En ingénierie et en architecture, on ne doit pas parler de plans papier ni même de plans sur papier mais de tirages de plans.

## Les principales différences avec le document sur papier
Au début de son évolution, le document numérique était une adaptation du document imprimé. Il était tout de même évident que le document numérique exigeait une procédure plus détaillée du découpage de l’information pour la structuration et la mise en relief de l’information sur l’écran. Dans cette optique, le lecteur se place au centre de la conception des documents numériques ; l'introduction de la dimension humaine contribuera au processus cognitif de stockage et de traitement de l’information, permettant du coup de faire progresser la maintenance du système. L’usage du document numérique s’inscrit dans un contexte différent de celui des spécialistes ; il peut également servir d'outil pour l'apprentissage ou le divertissement. À l’ère du Web 2.0 l’existence du document sur papier peut ainsi être remis en question : les différences avec son homologue sont explicites et peuvent être analysées selon quatre points de vue  l'immatérialité, le traitement cognitif, la perception physiologique, l'usage.

### L'immatérialité
Le premier aspect matériel concerne la nature du support du document numérique, à savoir son immatérialité. Affiché sur l’écran, présenté par l’intermédiaire d’un dispositif technique, il s'agit d'un document immatériel virtuel et indépendant du dispositif matériel d’affichage. L’affichage du document peut toutefois être considéré comme matériel lorsqu’il est sauvegardé sur un support de stockage. Or, sur les supports d’enregistrement, les signes qui imposent le formatage ne sont pas directement visibles ni lisibles (code binaire : 0 ou 1) et leur existence est donc virtuelle si le dispositif de décodage est absent. Sous forme numérique, l'information offre divers avantages pour une multiplication des traitements et des transmissions de données en réseau de façon immédiate.

### Le traitement cognitif
Afin de mieux représenter la structure du document, ce dernier est soumis à un traitement cognitif qui consiste à indiquer son volume, à localiser l’endroit où se trouve le lecteur et à assurer la bonne navigation à l’intérieur du document. Le processus de production du document numérique est contraint à divers aspects techniques, matériels ou logiciels, d’où la nécessité pour le concepteur de connaître un langage (auteur pour les cédéroms, HTML pour les sites Web). Les commanditaires, à leur tour, utilisent des assistants pour créer des documents numériques formatés selon des styles graphiques proposés. Par conséquent, il est indispensable de maîtriser techniquement un outil d’écriture ou de lecture.

### La perception physiologique
La perception physiologique dépend de la lisibilité et la visibilité de l’information ainsi que du confort postural. Certaines polices sont plus faciles à lire que d’autres. L’ouverture du document numérique ne demande aucun effort physique, ni de la part de la machine, ni de l’utilisateur. Par contre, les questions d’éclairage, de scintillement, de l’instabilité de l’image, de la bonne qualité d’affichage peuvent poser quelques éventuels problèmes au lecteur.

### L'usage
De nouveaux dispositifs numériques imposent de nouvelles pratiques des usagers. Ainsi, les gestes du lecteur confronté au contact matériel direct avec le document sur papier ou à l’immatérialité du document numérique sont différents. Les producteurs du document numérique étaient à l'origine, plus généralement, des spécialistes (graphistes, responsables du contenu, programmateurs). La manière de lire des informations sur les deux supports est également différente. À cause des fonctions séquentielles propres à l’écran, c’est une lecture de découpage ou de montage qui correspond davantage à l’information incluse dans le document numérique.
Qui plus est, la possibilité du transfert des documents via les réseaux rend immédiate leur consultation dans différents lieux, si bien qu'ils deviennent modifiables à distance. Ainsi, le numérique apporte des formes de sociabilités nouvelles : cette transformation permet l'ouverture sociale du document. Mais la stabilité du support se perd : la question de la fiabilité, de la stabilité et de la pérennité du document se pose (fake news, transformation des données, documents en construction) et cela amène à une remise en question du document devenu hybride. Les pratiques informationnelles s’hybrident également : elles sont à la fois formelles (dans un cadre scolaire, professionnel) et informelles (avec les réseaux sociaux, les activités de loisirs, etc.). Des formations se mettent en place dans différents contextes, notamment scolaire (EMI).

## Supports de diffusion
L'enregistrement digital de l'information facilite le développement de la numérisation et la multiplication des documents numériques. Les supports de haute densité capables d'enregistrer des données binaires exigent de plus en plus de perfectionnement.

### Les disques optiques
À la suite de l'apparition du compact disc audio, l'accès à l'information est devenu plus direct qu'à l'époque des bandes magnétiques. La duplication du CD-ROM et du DVD est également plus simple, ce qui a favorisé leur grande diffusion. Or, beaucoup de supports optiques ont déjà disparu, tels le vidéodisque, le CDX-A, le CD-I (compact disc interactif), le CD-ROM X3 (Data Discman de Sony). L'évolution de ce type de supports a été souvent confrontée aux questions de compatibilité et de pérennité dans les systèmes d'informations. Les premiers CD-ROM ont maintenant quinze ans et sont en bon état de conservation, mais leur développement s'est fait sous MS-DOS. Autres types de disques : Le Century Disc, Le Blu-ray Disc, le HVD (holographic versatile disc), le Forward Versatile Disc (FVD), l'EVD (enhanced versatile disc). Leurs principales différences concernent la capacité de stockage.

### Le livre numérique
Les livres numériques ou E-book peuvent avoir deux formes d'affichage : sur les liseuses, smartphones ou tablettes tactiles et sur les sites Web. Depuis 20 ans, le livre numérique ne cesse d'évoluer : du mini-CD, fabriqué par le Data Discman de Sony en 1992, en passant par le Sigma Book de Matsushita (2004) et jusqu'à l'application iBooks conçue et développée par Apple pour la tablette tactile iPad (2010), dont le design graphique est semblable à celui de la vraie bibliothèque.
Ces supports posent de nombreuses questions qui nous renvoient aux domaines d'identification, de conservation, de congruence économique et éditoriale. Selon Brigitte Juanals, maître de conférence HDR en SIC qui a soutenu une thèse intitulée Mutations de l'accès à l'information, du livre aux dispositifs hypermédias en réseau sur l'internet, « l'empreinte de la technique a profondément évolué dans le passage du livre imprimé aux dispositifs informatisés. Sur des supports induisant des cultures techniques différentes (la culture du livre et la culture informatique), ce sont les modes de pensée qui changent ».

### Wikis et blogs
Les outils d'écriture collective, dont les plus connus sont l'encyclopédie ouverte Wikipédia et les carnets de notes collectifs ou personnels nommés blogs, illustrent le principe de la publication  libre et accessible des documents numériques au plus grand nombre. Les documents numériques sur ces supports viennent poser la question de plus en plus ambiguë de « ce qu'est l'édition », car il n'est jamais clair s'il s'agit d'édition, d'auto-édition, de simple publication, etc. Le statut éditorial de ces ouvrages est de la sorte souvent moins clair et défini que pour le livre numérique, qui passe souvent soit par une maison d'édition, soit par des plateformes d'auto-édition (ce qui contribue à en clarifier le statut).

## Les problèmes de compatibilité de formats
L'utilisation de documents numériques à la place des documents sur papier pose de multiples problèmes de compatibilité entre formats de fichiers, dont les fichiers texte ne sont pas exempts.
Les sources les plus typiques d’incompatibilités entre fichiers textuels sont l’existence de plusieurs conventions pour les fins de lignes (liées à des systèmes d’exploitation concurrents) et surtout la multiplication des normes de codage des caractères (liée à la multitude des langues humaines et des efforts, nationaux ou internationaux, pour les représenter informatiquement). Les difficultés que causent ce dernier point tendent cependant à s’estomper depuis les années 2000, du fait de l’adoption lente des normes de codage universel Unicode (notamment UTF-16 et UTF-8).
D’autres difficultés sont liées aux formats de fichiers complexes de différents traitements de texte, tableurs et éditeurs graphiques. Pour les contourner, beaucoup de sociétés de logiciels distribuent des visualiseurs libres pour leurs formats de fichiers propriétaires (par exemple Adobe Reader pour lire les fichiers PDF). L'autre solution est le développement de formats de fichiers normalisés non-propriétaires (comme HTML, SGML, et XML) ; et la création de documents numériques pour des utilisations spécifiques avec des formats spécialisés (par exemple, les articles électroniques spécialisés en physique utilisent TeX ou PostScript).

## Contenu
Le champ de la conception du document a été étudié par de nombreuses disciplines, telles que l'analyse littéraire, la sémiologie, et les sciences de l'information et de la communication. Dans ce contexte se posent des questions sur le texte, le signe, l'information et sur le document même. Le document numérique représente une véritable révolution dans la manière de concevoir le texte.

## Les évolutions liées à la dématérialisation
À l'origine, toutes les données figuraient sur des supports physiques (sur papier). Ensuite, les premières phases d'informatisation (grands systèmes) ont conduit à des documents numériques internes aux entreprises. Les données de sortie finales étaient toujours sur papier, et les échanges de documents entre clients et fournisseurs se faisaient également sous cette forme.
Les technologies d'affichage sont aussi soumises au progrès ce qui permet, à l'égard de la consultation des documents à l'écran, d'assurer une bonne ergonomie et ce qui offre davantage de facilité pour leurs envois électroniques. En ce qui concerne l'industrie du papier, on gagne, incontestablement, de l'espace au niveau du stockage des copies imprimées. Cependant, l'utilisation massive de documents numériques n'empêche pas l'utilité et l’utilisation des documents papier. Paradoxalement, les nouvelles technologies de la communication ont contribué à accroître leur nombre étant donné que l’informatique engendre un besoin croissant d’impression.

## Conservation

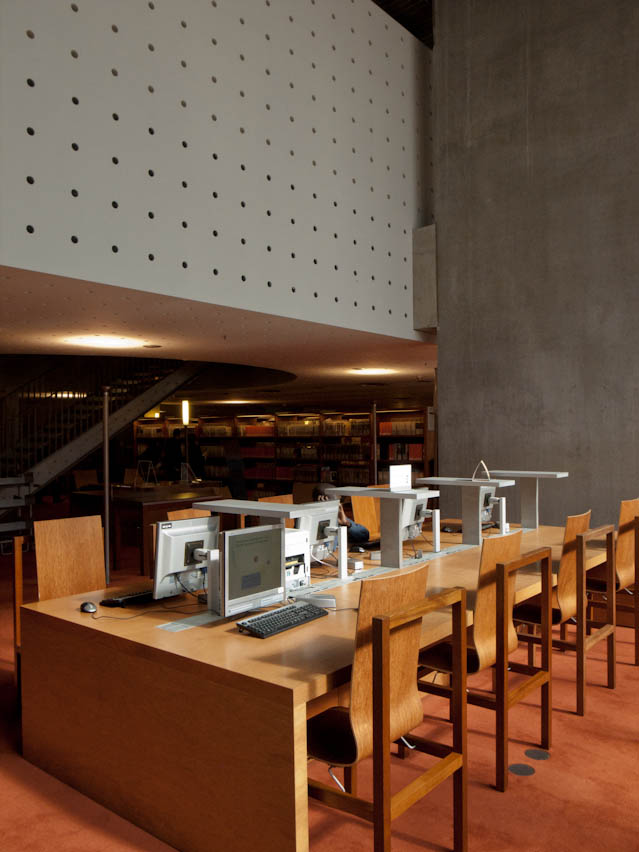
Les catalogues électroniques à la BnF (site Tolbiac).

Le document numérique en tant qu'ensemble d'unités de l'information est susceptible d'être codé et, par conséquent, permet la préservation à long terme. La possibilité de sauvegarde rapide et de conservation ergonomique des documents numériques facilite les pratiques de plusieurs institutions telles que les bibliothèques ou les musées. En revanche, une accumulation de documents numériques nécessite une gestion compétente des collections et des images supposées être numérisées. Qui plus est, ce progrès technologique engage les institutions à développer leurs réseaux internes et, par conséquent, à mettre en place des catalogues électroniques et des outils intranets.
Les procédures d'extraction du sens ou de langages documentaires destinés à décrire le contenu des documents ont été inventées afin de pallier les contraintes liées aux questions de volume des documents et à favoriser ainsi la recherche rapide des informations. La recherche sur Internet en est un exemple : les liens obtenus présentent des documents de sources variées. Toutefois, la rapidité d’accès pose quelques problèmes, comme ceux de l'identification de l'auteur et de la fiabilité des informations obtenues.
Le grand avantage du processus de stockage du document numérique consiste à pouvoir sauvegarder toute nature de son contenu (sons, textes, images). Néanmoins, si les technologies actuelles de numérisation ou d'enregistrement de documents assurent la pérennité aux supports de stockage, nous ne savons rien sur la pérennité des matériels et des logiciels qui permettent d'accéder à ces supports. Tant que les logiciels existent, il demeure possible d'avoir accès aux fichiers; néanmoins, si le logiciel disparaît, il y a possibilité qu'à long terme nous ne puissions plus avoir accès aux documents, car ils ne seront plus pris en charge.